# Riacho do Saco
Riacho do Saco är ett periodiskt vattendrag i Brasilien.   Det ligger i delstaten Bahia, i den östra delen av landet, 1 100 km nordost om huvudstaden Brasília.
Omgivningarna runt Riacho do Saco är huvudsakligen savann. Runt Riacho do Saco är det glesbefolkat, med 18 invånare per kvadratkilometer.